# Voice of Wilderness
Voice of Wilderness is het tweede album van de Finse folkmetalband Korpiklaani. Het album is uitgebracht op 1 februari 2005.

## Tracklist
| Nr. | Titel                | Duur |
| --- | -------------------- | ---- |
| 1.  | Cottages and Saunas  | 3:16 |
| 2.  | Journey Man          | 2:33 |
| 3.  | Fields in Flames     | 3:52 |
| 4.  | Pine Woods           | 4:25 |
| 5.  | Spirit of the Forest | 4:27 |
| 6.  | Native Land          | 4:32 |
| 7.  | Hunting Song         | 3:02 |
| 8.  | Ryyppäjäiset         | 3:03 |
| 9.  | Beer Beer            | 2:59 |
| 10. | Old Tale             | 5:39 |
| 11. | Kädet siipinä        | 3:12 |